# 江藤秀一
江藤秀一（えとう ひでいち、1950年6月1日-　）は、英文学者、常葉大学特任教授。
福岡県生まれ。明治学院大学文学部英文科卒、1977年同大学院文学研究科修士課程修了。常葉学園中学校・高等学校教諭、常葉学園短期大学助教授、1987年武蔵野美術大学助教授、91年教授、2000年筑波大学現代語・現代文化学系教授、2004年同人文社会科学研究科教授。2006年「ドクター・ジョンソンの『スコットランド西方諸島への旅』と18世紀のスコットランド」で筑波大学文学博士。専門は18世紀英文学。ロンドンのジョンソン博士館理事。

## 著書
- 『十八世紀のスコットランド ドクター・ジョンソンの旅行記を巡って』開拓社 2008

### 共編著
- 『必修英熟語演習 基本と完全対策』沢田敬也共著 篠崎書林 1982
- 『いつでもどこでも必携英熟語練習ノート』沢田敬也共編 篠崎書林 1993
- 『話すための英語構文 これでらくらくできる英会話 part 2 (<これが決め手>50パターン)』編著 SSコミュニケーションズ 1993
- 『話すための英語構文最頻出50パターン これで絶対できる英会話』編著 SSコミュニケーションズ 1993
- 『イギリス文化・文学への誘い』松本三枝子共編 開拓社叢書 2000
- 『作家と生きた女たち エリート公務員夫妻の愛から不倫そして駆け落ち結婚まで』飯田敏博共編著 金星堂 2002
- 『英国文化の巨人サミュエル・ジョンソン』芝垣茂,諏訪部仁共編著 港の人 2009
- 『風土記イギリス 自然と文化の諸相』定松正,蛭川久康編著 佐久間康夫,中林正身, 米山明日香共著 新人物往来社 2009

### 翻訳
- リチャード・B.シュウォーツ『十八世紀ロンドンの日常生活』玉井東助共訳 研究社出版 1990
- John Ayto 『20世紀クロノペディア 基礎知識辞典 新英単語で読む100年』隈元貞広と訳者代表 ゆまに書房 2001
- サミュエル・ジョンソン『スコットランド西方諸島の旅』諏訪部仁,市川泰男,芝垣茂共訳 中央大学出版部 2006
- ジェイムズ・ボズウェル『ヘブリディーズ諸島旅日記』諏訪部仁, 市川泰男, 芝垣茂, 稲村善二, 福島治共訳 中央大学出版部 2010

## 参考
- [ISBN　978-4-7589-2137-4]
- 『現代日本人名録』2002年